# San Lorenzo (San Vicente)
San Lorenzo es un distrito del municipio de San Vicente Norte en el departamento de San Vicente, El Salvador. De acuerdo al censo oficial de 2024, tiene una población de 5.144 habitantes.

## Historia
En el año 1807 la hacienda San Lorenzo, propiedad de don José María Rodríguez, era parte del partido de San Vicente. Hacia 1830 fue erigido como pueblo, siendo incorporado al distrito de San Sebastián en 1873. Durante la administración del presidente Francisco Menéndez Valdivieso, y por Decreto Legislativo, le fue otorgado el título de villa en 1888.

## Información general
El distrito cubre un área de 18,71 km² y tiene una altitud de 690 m s. n. m. Las fiestas patronales se celebran del 31 de julio al 10 de agosto en honor a San Lorenzo Mártir. San Lorenzo es uno de los distritos con mayor producción de dulce de panela lo cual genera una gran fuente de trabajo e ingresos para sus habitantes.